# Гра з привидами
Гра з привидами (англ. Ghost Game) — комедійний фільм жахів 2004 року, знятий режисером Джо Ні.

## Про фільм
Семеро друзів вирушають разом на вихідні, щоб відпочити.
Вони знаходять гру, яку не варто відкривати.

## Знімались
| Актор              | Роль   |
| ------------------ | ------ |
| Александра Баррето | Дара   |
| Керолайн Д'Амор    | Рахель |